# Ruotimonsaari
Ruotimonsaari är en ö i Finland. Den ligger i sjön Enonvesi och i kommunen Varkaus i den ekonomiska regionen  Varkaus ekonomiska region  och landskapet Norra Savolax, i den sydöstra delen av landet, 290 km nordost om huvudstaden Helsingfors. Öns area är 1,51 kvadratkilometer och dess största längd är 2,6 kilometer i nord-sydlig riktning.